# Campiglia Cervo
Campiglia Cervo là một đô thị ở tỉnh Biella vùng Piedmont của nước Ý, có vị trí cách khoảng 70 km về phía đông bắc của of Torino và khoảng 4 km về phía tây bắc của of Biella. Tại thời điểm ngày 31 tháng 12 năm 2004, đô thị này có dân số 176 người và diện tích là 11,7 km².
Campiglia Cervo giáp các đô thị: Andorno Micca, Mosso, Piedicavallo, Quittengo, Rosazza, San Paolo Cervo, Valle Mosso.